# Enrique Burgos
Enrique Burgos Carrasco (Baracaldo, 20 de janeiro de 1971), mais conhecido como Kike ou Kike Burgos, é um ex-futebolista espanhol que atuava como goleiro.[carece de fontes?]

## Carreira
Nascido em Baracaldo, País Basco, Burgos foi um produto juvenil do gigante local Athletic Bilbao. Ele disputou 317 partidas na Segunda División ao longo de nove temporadas, com Polideportivo Ejido (cinco anos), Bilbao Athletic e RCD Mallorca (duas cada).
Seu primeiro jogo oficial pelo Athletic foi em março de 1991, contra o Castellón. Embora fosse titular na temporada 1991–92 (excetuando o período entre as rodadas 7 e 22, quando ficou no banco de reservas), perdeu espaço para Juan José Valencia nas edições seguintes de La Liga com a camisa do clube basco.[carece de fontes?]
Teve ainda passagens por Mallorca (81 jogos) e Alavés (43 partidas) até 2002, quando assinou com o Poli Ejido. Em 5 temporadas com a camisa dos Pitufos, o goleiro evitou que o clube fosse rebaixado para a Segunda División B.[carece de fontes?]
Burgos aposentou-se em junho de 2007, aos 36 anos. Mais tarde, trabalhou como assistente no Villarreal CF e no Real Murcia CF sob o comando de Julio Velázquez, sendo treinador de goleiros no Real Betis com o mesmo técnico, mas demitido após uma briga com Antonio Adán.
Ele foi coordenador-técnico entre 2010 e 2011, e trabalhou também como auxiliar-técnico no Villarreal e no Real Murcia, antes de voltar a ser treinador de goleiros em 2014, no Real Betis. Sua passagem pelo clube andaluz durou apenas 2 meses, e desde então permanece desempregado.[carece de fontes?]

## Seleção Espanhola
Kike jogou pelas seleções de base da Espanha entre 1989 e 1991 (3 jogos pela seleção Sub-20, 6 pela Sub-21 e 4 pela Sub-23).[carece de fontes?]

## Títulos e campanhas de destaque
Os títulos que Kike jogou são:[carece de fontes?]
Alavés
- Copa da UEFA: vice-campeão (2000–01)